# Giancarlo Livraghi
Giancarlo Livraghi (Milano, 25 novembre 1927 – Milano, 22 febbraio 2014) è stato un pubblicitario, bibliografo e scrittore italiano.

## Biografia
Si è laureato in filosofia all'Università degli Studi di Milano. Aveva cominciato a lavorare (mentre studiava) come giornalista, redattore e bibliografo. Il suo primo lavoro a tempo pieno è incominciato nel 1952, quando è entrato come copywriter nell'agenzia CPV (sede italiana della Colman, Prentis and Varley). Poco più tardi, è divenuto direttore creativo e in seguito ha avuto responsabilità gestionali più ampie. Nel 1966 è diventato consigliere delegato e poi presidente della McCann-Erickson italiana. Nel 1971 Livraghi è stato nominato presidente del comitato new business europeo e responsabile dell'area Europa sud.
Dal 1975 è stato executive vice-president della McCann-Erickson International a New York. È ritornato in Italia nel 1980 come socio di maggioranza della Livraghi, Ogilvy & Mather. Nel 1993 ha lasciato il mondo delle agenzie di pubblicità per interessarsi alla comunicazione in rete. Nel 1994 è stato tra i fondatori di ALCEI, l'associazione per la libertà della comunicazione elettronica interattiva, e ne è divenuto il primo presidente. È stato presidente della TP (Associazione professionisti pubblicitari), della Federazione professionale della pubblicità e dell'ASSAP. Nel 2004 è stato eletto alla Hall of Fame dell'Art Directors' Club.

## Principali pubblicazioni
- Luis Bassat e Giancarlo Livraghi, Il nuovo libro della pubblicità. Milano, Il Sole 24 Ore, 1997 (terza ed. 2005). ISBN 88-8363-725-9
- La coltivazione dell'internet. Milano, Il Sole 24 Ore, 2000. ISBN 88-8363-023-8
- L'umanità dell'internet. Milano, Hops libri, 2001.[8]
- Il potere della stupidità. Pescara, Monti & Ambrosini Editori, 2004 (seconda ed. 2007). ISBN 978-8889479-01-8
- Il potere della stupidità. Pescara, Monti & Ambrosini editori, 2008 (terza ed. 2008). ISBN 978-8889479-13-1 - disponibile su  Google Books.
- The power of Stupidity. Pescara, Monti & Ambrosini editori, 2009 (prima ed. riveduta, in inglese) ISBN 978-88-89479-15-5 - disponibile su  Google Books.
- El poder de la estupidez. Barcelona, Editorial Crìtica, 2010. ISBN 978-84-9892-103-8

### Studi pubblicati per conto del Censis
- Un'evoluzione complessa fra abbondanza e scarsità. Roma, 2003.
- Storia dei sistemi di informazione e comunicazione. Roma, 2004.
- I vecchi, l'informazione e la comunicazione. Roma, 2005.
- Un'evoluzione complessa fra cambiamenti e continuità. Roma, 2006.
- Il paradosso dell'innovazione. Roma, 2007.

### Studi pubblicati per conto dell'UPA (Utenti pubblicità associati)
- Le imprese e l'internet. Milano, 2001.
- Guida ai rapporti fra le imprese e le agenzie di pubblicità. Milano, 2005.

### Altre pubblicazioni
- Giancarlo Livraghi e Riccardo Puglisi (a cura di); Darrell Huff, Mentire con le statistiche. Pescara, Monti & Ambrosini Editori, 2007. ISBN 978-8-889479-09-4
Prima edizione italiana del classico How to lie with statistics, del 1954.
- Giancarlo Livraghi (a cura di); Kenneth Roman e Jane Maas, Come fare pubblicità, Milano, Rizzoli, 1983.
Edizione italiana di How to Advertise, con aggiunte e modifiche.
- Giancarlo Livraghi (a cura di); Kenneth Roman e Jane Maas, Il nuovo come fare pubblicità, Milano, Rizzoli, 1995.
Edizione italiana di The new how to advertise, New York, St. Martin's press, 1992. Con aggiunte e modifiche.
- Giancarlo Livraghi, Portolano italiano, in: Brendan P. Kehoe,Lo zen e l'arte dell'internet. Milano, il Sole 24 ore, 1996 (seconda ed. 1998) ISBN 88-7187-858-2